# Malonitril
A malonitril (más néven malonsavdinitril) a nitrilek közé tartozó szerves vegyület, képlete CH2(CN)2. Vízben, alkoholban és éterben oldódik.
Viszonylag savas vegyület – pKa értéke vízben 11 –, ami lehetővé teszi felhasználását a Knoevenagel-kondenzációs reakcióban, például a CS gáz előállítására:
Kiindulási anyagként használható a Gewald-reakcióban is, melynek során a nitril elemi kén és bázis jelenlétében ketonnal vagy aldehiddel kondenzációs reakcióba lépve 2-aminotiofén terméket eredményez.

## Fordítás
Ez a szócikk részben vagy egészben  a   Malononitrile című angol Wikipédia-szócikk ezen változatának fordításán alapul.  Az eredeti cikk szerkesztőit annak laptörténete sorolja fel. Ez a jelzés csupán a megfogalmazás eredetét és a szerzői jogokat jelzi, nem szolgál a cikkben szereplő információk forrásmegjelöléseként.